# Домар
Домар (Dómarr — «Судья») — легендарный конунг Уппсалы из рода Инглингов, сын Домальди. Был женат на Дротте, сестре Дана Микиллати, от которого произошло само название Дания. Согласно «Песне о Риге» Дан и Дротт были детьми короля Данпа, сына Рига.
Правление Домара длилось долго, и после жертвы его отца Домальди урожай был обильным и в стране царил мир. Когда он умер в Уппсале, его перевезли через Фирисвеллир, сожгли на берегу реки, и отметили его могилу руническим камнем.
Ему наследовал сын Дюггви.

## В сагах
Снорри Стурлусон пишет о Домаре в «Саге об Инглингах» (1225):

Домар, сын Домальди, правил после него. Он правил страной долго, и при нем были хорошие урожаи и мир. Про него ничего не рассказывают, кроме того, что он умер своей смертью в Уппсале и был перенесен на Поля Фюри и сожжен там на берегу реки. Там стоят его могильные камни. Тьодольв говорит так:
Множество раз

Мужей премудрых

Я вопрошал

О кончине Ингви,

Дабы узнать,

Где же Домар

Был отнесен

К убийце Хальва.

И ведомо мне:

Сражен недугом

У Фюри сгорел

Фьёльнира родич.
— Сага об Инглингах, XVI.
Сведения о супруге Домара можно почерпнуть из рассказа Снорри о сыне Домара, Дюггви:

Матерью Дюггви была Дротт, дочь конунга Данпа, сына Рига, который был первым назван «конунгом» на датском языке. Его родичи с тех пор всегда считали звание конунга самым высоким. Дюггви был первым из своих родичей назван конунгом. До этого они назывались «дроттины», а жены их – «дроттинги». Каждый из них назывался также Ингви или Ингуни, а все они вместе – Инглингами. Дротт была сестрой конунга Дана Гордого, по которому названа Дания.
— Сага об Инглингах, XVII.